# Linda Willis
Linda Kay Willis (nacida en 1949) fue uno de los testigos presenciales del asesinato de John F. Kennedy, el 22 de noviembre de 1963 en la Plaza Dealey de Dallas (Texas).
Es posible verla al principio de la película de Zapruder, llevando un chubasquero azul y una falda larga dorada. Aquella mañana Linda estaba a la izquierda de la limusina del presidente, en el lado sur de Elm Street, directamente enfrente del Depósito escolar de libros de Texas.
Willis reconoció ante la Comisión Warren que recordaba haber oído tres disparos, y que los dos últimos habían sido casi simultáneos, a diferencia del margen transcurrido entre los dos primeros. Willis declaró específicamente que el asesinató comenzó cuando el Presidente Kennedy estaba saludando (y según la película de Zapruder no empezó a hacerlo hasta el fotograma Z-174) cuando percibió la primera detonación que recordaba haber oído. Al igual que muchos otros testigos del magnicidio en la Plaza Dealey, Willis declaró que el primer disparo sonó más bien como "un petardo". Afirmó que este primer disparo acertó al Presidente Kennedy, porque vio como el presidente reaccionó llevándose inmediata y rapidísimamente las manos a la garganta. Añadió que no podría localizar el origen del segundo disparo, ni decir dónde impactó. Willis declaró que según podía recordar, fue la tercera bala la que alcanzó al presidente Kennedy en la cabeza.
En 1978, Willis declaró ante la HSCA que tuvo "la impresión concreta de que la herida en la cabeza de Kennedy fue resultado de un disparo frontal" al "verla explotar". En la entrevista concedida en 1989 para el documental "The Men Who Killed Kennedy", Willis afirmó que cuando volaron la cabeza de Kennedy ella vio material cefálico salir despedido hacia atrás, por lo que el disparo tenía que haber venido desde adelante.
Willis también informó al investigador y escritor Richard Trask que después del asesinato ella y su herman Rosemary vieron a alguien encontrar un pedazo de cráneo humano que había aterrizado en la hierba, a más o menos unos 6,5 metros de donde habían matado al presidente.
Inmediatamente tras el asesinato, los Willis acudieron en el laboratorio fotográfico Kodak local para revelar las fotografías que el señor Willis había tomado, y donde la película de Zapruder sería procesada y exhibida por primera vez.